# Joaquim Ferreira Lopes
Joaquim Ferreira Lopes OFMCap (* 13. Oktober 1949 in Santo Tirso) ist ein portugiesischer Ordensgeistlicher und emeritierter römisch-katholischer Bischof von Viana in Angola.

## Leben
Joaquim Ferreira Lopes trat der Ordensgemeinschaft der Kapuziner bei und empfing am 25. Mai 1975 die Priesterweihe.
Papst Johannes Paul II. ernannte ihn am 9. November 2001 zum ersten Bischof des mit gleichem Datum errichteten Bistums Dundo. Die Bischofsweihe spendete ihm der Bischof von Uije, José Francisco Moreira dos Santos OFMCap, am 3. Februar des nächsten Jahres; Mitkonsekratoren waren Giovanni Angelo Becciu, Apostolischer Nuntius in Angola und auf São Tomé und Príncipe, und Damião António Franklin, Erzbischof von Luanda.
Am 6. Juni 2007 wurde er von Papst Benedikt XVI. zum Bischof ersten Bischof des mit gleichem Datum errichteten Bistums Viana ernannt und am 29. Juli desselben Jahres in das Amt eingeführt.
Papst Franziskus nahm am 11. Februar 2019 seinen vorzeitigen Rücktritt an.